# Zonosaurus boettgeri
Zonosaurus boettgeri е вид влечуго от семейство Gerrhosauridae. Видът е уязвим и сериозно застрашен от изчезване.

## Разпространение и местообитание
Разпространен е в Мадагаскар.
Обитава гористи местности и места със суха почва.

## Описание
Популацията на вида е намаляваща.